# Arilena Ara
Arilena Ara, également connue sous le mononyme Arilena, née le 16 juillet 1998 à Shkodër en Albanie, est une chanteuse albanaise. Elle a commencé sa carrière en 2012, lorsqu'elle a remporté la deuxième saison de la version albanaise de l'émission de télé-crochet X Factor. Fin 2019, elle remporte la 58e édition du Festivali I Këngës avec sa chanson Shaj, chanson avec laquelle elle représentera l'Albanie au Concours Eurovision de la chanson 2020, qui se tiendra à Rotterdam aux Pays-Bas. 

## Jeunesse et débuts
Arilena Ara naît en 1998 à Shkodër. Elle participe au concours de chant pour enfants Gjeniu i Vogël ("Petit génie"), où elle se classe troisième. 

Après le décès de son père, elle participe en 2012 à la deuxième saison de la version albanaise de X Factor, diffusée sur la chaîne TV Klan. Elle rejoint l'équipe de la coach Altuna Sejdiu, qui l'emmène jusqu'à la victoire.
Elle participe en 2016 au concours Kënga Magjike, avec sa chanson Nëntori ("Novembre"). Elle termine troisième et reçoit le prix de la meilleure ballade. Sa chanson devient populaire internationalement, principalement en Europe de l'Est, plus précisément en Roumanie et en Bulgarie.

En 2019, elle est coach dans la version albanaise de The Voice Kids.

Le 23 décembre de la même année, elle est proclamée vainqueur du cinquante-huitième Festivali I Këngës, avec sa chanson Shaj ("Crier"). Elle représente par conséquent l'Albanie au Concours Eurovision de la chanson 2020. Le 8 mars 2020, il est annoncé que la version anglaise sera intitulée Fall from the Sky.

## Discographie
- 2014: Aeroplan
- 2014: Business Class
- 2015: Vegim
- 2016: TokeRroke
- 2016: Nëntori
- 2017: Nallane 3 (featuring Flori Mumajesi et DJ Vicky)
- 2017: I'm Sorry
- 2017: Snow in December
- 2017: Kida
- 2017: Snow in December
- 2017: Zemër
- 2018: Silver & Gold
- 2019: Doja
- 2020: Shaj